# Сіра акула гостроноса
Сіра акула гостроноса (Isogomphodon oxyrhynchus) — єдиний вид роду Isogomphodon родини сірі акули.

## Опис
загальна довжина досягає 1,6 м при вазі 13 кг. Середні розміри — 1-1,1 м. Голова довга. Морда звужена. Ніс сильно видовжений та гострий. Звідси походить назва цієї акули. Очі маленькі, круглі з мигальною перетинкою. Ніздрі маленькі, носові клапани невеликі. У кутах верхньої губи борозни короткі та глибокі. Рот серпоподібний з довгими щелепами. На верхній щелепі містить 49-60 зубів із зубчиками з боків. На нижній — 49-56 зубів з гострими верхівками. Зуби доволі гострі. На верхній щелепі зуби ширше за зуби нижньої щелепи. Тулуб щільний. Грудні плавці дуже великі, веслоподібні. Має 2 спинних плавця. Передній спинний плавець у 2 рази перевершує задній плавець. Передній спинний плавець розташовано позаду грудних плавців. Задній плавець — навпроти або трохи позаду анального плавця. Хвостовий плавець великий, гетероцеркальний.
Забарвлення спини сіре, іноді з коричнюватим або жовтим відливом. Черево білого або попелястого кольору.

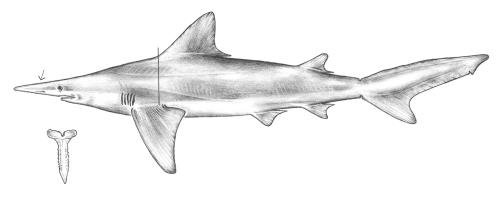
Наукова ілюстрація виду.

## Спосіб життя
Тримається на глибині від 4 до 40 м, прибережних районів, поверхневих вод. Воліє до каламутної води поблизу гирл річок, ділянки, вкритих водоростями й мангровими заростями. Живиться оселедцями, анчоусами, горбанями, камбаловими, кальмарами та іншими безхребетними.
Статева зрілість настає у самців у віці 5-6 років при розмірі 103 см, самиці — 7 років та 115 см. Це живородна акула. Вагітність триває 12 місяців. Самиця народжує від 2 до 8, зазвичай 4, акуленят завдовжки 40 см народження відбувається 1 раз на 2 роки.
Тривалість життя самців становить 7-12 років, самиць — 12-20 років.
М'ясо неїстівне. Сама акула вважається потенційно небезпечною для людини.

## Розповсюдження
Мешкає від о. Тринідада до північного узбережжя Бразилії.